# Conway törvénye
Conway törvénye egy mondás, amelyet Melvin Conway programozóról neveztek el, aki 1968-ban elsőként állt elő az ötlettel. Először az 1968-as Országos Moduláris Programozás Szimpózium résztvevői hívták Conway törvényének. A törvény szerint „azok a szervezetek, amelyek rendszereket terveznek, … kénytelenek olyan terveket készíteni, amelyek saját kommunikációs struktúrájuk másolatai”.
Bár néha humoros értelmezést kap, Conway törvényét társadalmi megfigyelésnek szánta. Az ötlet azon alapul, hogy ahhoz, hogy egy szoftver két modulja korrekten együttműködjön, azok tervezőinek és fejlesztőinek kommunikálniuk kell. Így a szoftver struktúrája követni fogja a szervezet struktúráját.

## Változatok
Eric S. Raymond szintén a Conway törvényhez hasonló következtetésekre jutott a The New Hacker's Dictionary című könyvében amely az általa évek óta karbantartott Jargon File-on alapult. Szerinte a szoftver struktúrája egybevágó lesz a fejlesztő csapat struktúrájával. Korábban azt állapította meg, hogy „ha négy csapat dolgozik egy fordítóprogramon, akkor négymenetes fordítót kapsz”.
James O. Coplien és Neil B. Harrison szerint „ha a szervezet részei (divíziók, részlegek és alrészlegek) nem tükrözik a termék alapvető részeit, vagy ha a szervezetek kapcsolatai nem tükrözik a termék részei közötti kapcsolatokat, akkor a projekt bajban lesz. Tehát meg kell győződni arról, hogy a szervezet összeegyeztethető a termék architektúrájával.”

## Bizonyítékok
A Harvard Business School kutatói erős bizonyítékokat publikáltak a „tükrözési elméletre”, ami Conway törvényének egy másik elnevezése. A tanulmányuk jelentős különbségeket fed fel az elkülönült fejlesztőcsapatok által fejlesztett szoftverek modularitásában.
Conway törvényéről a Microsoft Research is közölt esettanulmányt.

## Fordítás
Ez a szócikk részben vagy egészben  a   Conway's law című angol Wikipédia-szócikk fordításán alapul.  Az eredeti cikk szerkesztőit annak laptörténete sorolja fel. Ez a jelzés csupán a megfogalmazás eredetét és a szerzői jogokat jelzi, nem szolgál a cikkben szereplő információk forrásmegjelöléseként.